# Grand Prix Emilia Romagna 2024
Grand Prix Emilia Romagna 2024 (oficiálně Formula 1 MSC Cruises Gran Premio del Made in Italy e dell'Emilia-Romagna 2024) se jela na okruhu Autodromo Enzo e Dino Ferrari v Imole v Itálii dne 19. května 2024. Závod byl sedmým v pořadí v sezóně 2024 šampionátu Formule 1.

## Kvalifikace
Kvalifikace se uskutečnila 18. května 2024 v 16:00 místního času (UTC+2).
| Poř.                        | Č. | Jezdec           | Konstruktér                  | Časy v kvalifikaci | Časy v kvalifikaci | Časy v kvalifikaci | Pořadí na startu |
| Poř.                        | Č. | Jezdec           | Konstruktér                  | Q1                 | Q2                 | Q3                 | Pořadí na startu |
| --------------------------- | -- | ---------------- | ---------------------------- | ------------------ | ------------------ | ------------------ | ---------------- |
| 1                           | 1  | Max Verstappen   | Red Bull Racing-Honda RBPT   | 1:15.762           | 1:15.176           | 1:14.746           | 1                |
| 2                           | 81 | Oscar Piastri    | McLaren-Mercedes             | 1:15.940           | 1:15.407           | 1:14.820           | 5                |
| 3                           | 4  | Lando Norris     | McLaren-Mercedes             | 1:15.915           | 1:15.371           | 1:14.837           | 2                |
| 4                           | 16 | Charles Leclerc  | Ferrari                      | 1:15.823           | 1:15.328           | 1:14.970           | 3                |
| 5                           | 55 | Carlos Sainz Jr. | Ferrari                      | 1:16.015           | 1:15.512           | 1:15.233           | 4                |
| 6                           | 63 | George Russell   | Mercedes                     | 1:16.107           | 1:15.671           | 1:15.234           | 6                |
| 7                           | 11 | Júki Cunoda      | RB-Honda RBPT                | 1:15.894           | 1:15.358           | 1:15.465           | 7                |
| 8                           | 44 | Lewis Hamilton   | Mercedes                     | 1:16.604           | 1:15.677           | 1:15.504           | 8                |
| 9                           | 3  | Daniel Ricciardo | RB-Honda RBPT                | 1:16.060           | 1:15.691           | 1:15.674           | 9                |
| 10                          | 27 | Nico Hülkenberg  | Haas-Ferrari                 | 1:15.841           | 1:15.569           | 1:15.980           | 10               |
| 11                          | 11 | Sergio Pérez     | Red Bull Racing-Honda RBPT   | 1:16.404           | 1:15.706           |                    | 11               |
| 12                          | 31 | Esteban Ocon     | Alpine-Renault               | 1:16.361           | 1:15.906           |                    | 12               |
| 13                          | 18 | Lance Stroll     | Aston Martin Aramco-Mercedes | 1:16.458           | 1:15.992           |                    | 13               |
| 14                          | 23 | Alexander Albon  | Williams-Mercedes            | 1:16.524           | 1:16.200           |                    | 14               |
| 15                          | 10 | Pierre Gasly     | Alpine-Renault               | 1:16.015           | 1:16.381           |                    | 15               |
| 16                          | 77 | Valtteri Bottas  | Kick Sauber-Ferrari          | 1:16.626           |                    |                    | 16               |
| 17                          | 24 | Čou Kuan-jü      | Kick Sauber-Ferrari          | 1:16.834           |                    |                    | 17               |
| 18                          | 20 | Kevin Magnussen  | Haas-Ferrari                 | 1:16.854           |                    |                    | 18               |
| 19                          | 14 | Fernando Alonso  | Aston Martin Aramco-Mercedes | 1:16.917           |                    |                    | PL               |
| 107 % času vítěze: 1:21.065 |    |                  |                              |                    |                    |                    |                  |
| —                           | 2  | Logan Sargeant   | Williams-Mercedes            | Bez času           |                    |                    | 19               |
| Zdroj:                      |    |                  |                              |                    |                    |                    |                  |

Poznámky
1. ↑  Oscar Piastri obdržel penalizaci 3 míst na startu za zdržení Kevina Magnussena v Q1.
2. ↑  Fernando Alonso se kvalifikoval jako 19., ale musel odstartovat z boxů poté, co došlo k úpravám jeho monopostu během parc fermé.
3. ↑  Logan Sargeant nestanovil žádný čas. Do závodu mohl nastoupit díky udělené výjimce.

## Závod
Závod se uskutečnil 19. května 2024 v 15:00 místního času (UTC+2).
| Poř.                                                               | No. | Jezdec           | Konstruktér                  | Počet kol | Čas/Odstoupení  | Start | Body |
| ------------------------------------------------------------------ | --- | ---------------- | ---------------------------- | --------- | --------------- | ----- | ---- |
| 1                                                                  | 1   | Max Verstappen   | Red Bull Racing-Honda RBPT   | 63        | 1:25:25.252     | 1     | 25   |
| 2                                                                  | 4   | Lando Norris     | McLaren-Mercedes             | 63        | +0.725          | 2     | 18   |
| 3                                                                  | 16  | Charles Leclerc  | Ferrari                      | 63        | +7.916          | 3     | 15   |
| 4                                                                  | 81  | Oscar Piastri    | McLaren-Mercedes             | 63        | +14.132         | 5     | 12   |
| 5                                                                  | 55  | Carlos Sainz Jr. | Ferrari                      | 63        | +22.325         | 4     | 10   |
| 6                                                                  | 44  | Lewis Hamilton   | Mercedes                     | 63        | +35.104         | 8     | 8    |
| 7                                                                  | 63  | George Russell   | Mercedes                     | 63        | +47.154         | 6     | 7    |
| 8                                                                  | 11  | Sergio Pérez     | Red Bull Racing-Honda RBPT   | 63        | +54.776         | 11    | 4    |
| 9                                                                  | 18  | Lance Stroll     | Aston Martin Aramco-Mercedes | 63        | +1:19.556       | 13    | 2    |
| 10                                                                 | 22  | Júki Cunoda      | RB-Honda RBPT                | 62        | +1 kolo         | 7     | 1    |
| 11                                                                 | 27  | Nico Hülkenberg  | Haas-Ferrari                 | 62        | +1 kolo         | 10    |      |
| 12                                                                 | 20  | Kevin Magnussen  | Haas-Ferrari                 | 62        | +1 kolo         | 18    |      |
| 13                                                                 | 3   | Daniel Ricciardo | RB-Honda RBPT                | 62        | +1 kolo         | 9     |      |
| 14                                                                 | 31  | Esteban Ocon     | Alpine-Renault               | 62        | +1 kolo         | 12    |      |
| 15                                                                 | 24  | Čou Kuan-jü      | Kick Sauber-Ferrari          | 62        | +1 kolo         | 17    |      |
| 16                                                                 | 10  | Pierre Gasly     | Alpine-Renault               | 62        | +1 kolo         | 15    |      |
| 17                                                                 | 2   | Logan Sargeant   | Williams-Mercedes            | 62        | +1 kolo         | 19    |      |
| 18                                                                 | 77  | Valtteri Bottas  | Kick Sauber-Ferrari          | 62        | +1 kolo         | 16    |      |
| 19                                                                 | 14  | Fernando Alonso  | Aston Martin Aramco-Mercedes | 62        | +1 kolo         | PL    |      |
| Ret                                                                | 23  | Alexander Albon  | Williams-Mercedes            | 51        | Rozhodnutí týmu | 14    |      |
| Nejrychlejší kolo: George Russell (Mercedes) – 1:18.589 (54. kolo) |     |                  |                              |           |                 |       |      |
| Zdroj:                                                             |     |                  |                              |           |                 |       |      |

Poznámky
1. ↑  Včetně bodu za nejrychlejší kolo.

## Průběžné pořadí po závodě
|        | Pořadí | Jezdec           | Body |
| ------ | ------ | ---------------- | ---- |
|        | 1      | Max Verstappen   | 161  |
| 1      | 2      | Charles Leclerc  | 113  |
| 1      | 3      | Sergio Pérez     | 107  |
|        | 4      | Lando Norris     | 101  |
|        | 5      | Carlos Sainz Jr. | 93   |
| Zdroj: |        |                  |      |

|        | Pořadí | Konstruktér                  | Body |
| ------ | ------ | ---------------------------- | ---- |
|        | 1      | Red Bull Racing-Honda RBPT   | 268  |
|        | 2      | Ferrari                      | 212  |
|        | 3      | McLaren-Mercedes             | 154  |
|        | 4      | Mercedes                     | 79   |
|        | 5      | Aston Martin Aramco-Mercedes | 44   |
| Zdroj: |        |                              |      |